# تورتيفونتين
تورتيفونتين (بالفرنسية: Tortefontaine)‏ هي بلدية تقع في إقليم باد كاليه من منطقة نور با دو كاليه في شمال فرنسا. تبلغ مساحة هذه المدينة 11.81 (كم²)، وترتفع عن سطح البحر 26 م، يبلغ عدد سكانها 238 نسمة حسب إحصاء المعهد الوطني للإحصاء والدراسات الاقتصادية سنة 2009 م. وترأس Daniel Degardin البلدية خلال فترة (2008-2014).